# مارفن إل. كلاين
مارفن إل. كلاين (بالإنجليزية: Marvin L. Kline)‏ هو سياسي أمريكي، ولد في 9 أغسطس 1903، وتوفي في 9 أبريل 1974. حزبياً، نشط في الحزب الجمهوري.